# Behind the Lines (filme)
Behind the Lines é um filme norte-americano de 1916, do gênero drama, dirigido por Henry MacRae e estrelado por Harry Carey.

## Elenco
- Edith Johnson - Nina Garcia
- Harry Carey - Dr. Ralph Hamlin
- Ruth Clifford - Camilla
- Mark Fenton - Señor Garcia (como Marc Fenton)
- Miriam Shelby - Señnora Cano
- William Human - Carlos (como Bill Human)
- Lee Shumway - Jose (como L.C. Shumway)
- Edwin Wallock - General Dominguez (como E.N. Wallack)
- L. M. Wells - General Nomonza
- Lee Hill - Fred Williams
- Ernest Shields - Ponta (não creditado)
- Ray Hanford - Torrenti[2]